# Крестьянинов, Евгений Владимирович
Евге́ний Влади́мирович Крестья́нинов (12 июля 1948, Горький — 21 мая 2023, Нижний Новгород) — российский государственный и политический деятель.

## Биография
Евгений Крестьянинов окончил Горьковский государственный университет им. Н. Лобачевского по специальности «радиофизик» в 1972 году. По окончании университета работал в НПО «Салют» инженером, ведущим инженером, начальником сектора, лаборатории, отдела, главным метрологом; а затем, профоргом отдела, и заместителем председателя профкома НПО.
Был членом КПСС с 1985 по 1991 год. 
В 1990 году избран депутатом Горьковского областного Совета народных депутатов и заместителем председателя Приокского районного Совета народных депутатов города Горького. В августе 1991 года — председателем Горьковского (Нижегородского) областного Совета народных депутатов . Депутат Совета Федерации с января 1994 года по январь 1996 года.
С февраля 1994 по январь 1996 года — председатель Комиссии Совета Федерации по регламенту и парламентским процедурам.
С апреля 1994 по апрель 1997 года — полномочный представитель Президента Российской Федерации в Нижегородской области.
В 1997—1998 годах — руководитель секретариата первого заместителя Председателя Правительства Российской Федерации — министра топлива и энергетики Российской Федерации Бориса Немцова.
Скончался 21 мая 2023 года на 75-м году жизни. Похоронен на кладбище Марьина роща Нижнего Новгорода.
Был женат, имел дочь и сына.

## Награды
- Благодарность Президента Российской Федерации (12 августа 1996) — за активное участие в организации и проведении выборной кампании Президента Российской Федерации в 1996 году[9].